# Forêt de la Joux
Pour les articles homonymes, voir Joux (homonymie).
La forêt de la Joux est une forêt des départements du Jura et du Doubs située sur le rebord du second plateau du Jura, à une altitude comprise entre 634 et 905 mètres. La majeure partie du massif relève du Domaine. Elle est prolongée au sud par la forêt de la Fresse et au nord par la forêt de Levier.
Elle est considérée comme l’une des plus belles sapinières de France. Certains de ses plus grands sapins atteignent près de 50 mètres de hauteur. Les sapins y représentent environ 70 % des individus, devant les épicéas (environ 20 %) et les hêtres (10 %).
Une tradition veut que certains sapins exceptionnels soient élus président. Depuis 1897, quatre sapins ont obtenu ce titre. L'actuel, désigné en 1964, a mis plus de deux cents ans pour atteindre sa taille actuelle de 45 mètres, son diamètre étant de 1,20 mètre.

## Descriptif
Selon le site de l'ONF :
D'une manière générale, ces forêts résineuses sont des futaies vieillies et souvent sous-exploitées. Les très gros bois s'y sont accumulés, à la suite de plusieurs années de gestion conservatrice, notamment dans la région de Pontarlier et Champagnole. Une situation désavantageuse sur le plan sylvicole, commercial et sanitaire. Dernièrement, des opérations de résorption des très gros bois ont été menées, favorisant un renouvellement en continu et une sylviculture dynamique.
Le service des graines et plants de l’Office national des forêts, plus connu sous son ancienne dénomination de « sécherie de la Joux » se trouve dans la forêt de la Joux. La majeure partie des graines récoltées en France y subissent un traitement assurant leur conservation et leur qualité, avant de participer au repeuplement des forêts françaises.

## Origine du nom
Selon le Glossaire des termes dialectaux publié par l'IGN, joux est un nom féminin désignant une montagne boisée le plus souvent en résineux.
Le toponyme est assez fréquent en Franche-Comté et en Savoie. Forêt de Joux semble donc être à cet égard un quasi pléonasme.

## Histoire
L'exploitation forestière débuta de manière intensive dans la forêt de la Joux avec l'industrialisation progressive de l'exploitation du sel à Salins-les-Bains, en partie pour le bois de chauffage nécessaire à l'évaporation de l'eau (laquelle contient le sel), mais surtout pour la construction d'un long conduit en bois devant relier le site de Salins-les-Bains à celui d'Arc-et-Senans.
À partir du XVIIe siècle et notamment à la suite de l'annexion de la Franche-Comté par la France officialisée lors du Traité de Nimègue, les sapins de la forêt de la Joux, très hauts et d’excellente qualité, seront utilisés pour la fabrication des mâts de marine. Ce sont effectivement les seuls arbres permettant de confectionner les mâts qui doivent être d’une seule pièce, résistants et suffisamment souples, les feuillus (essentiellement le chêne) étant utilisés pour la construction des coques et autres éléments de bois. L'impulsion décisive de Colbert dans le développement de la marine de guerre française eut pour conséquence l'aménagement de la forêt à des fins d'exploitation, une gestion plus précautionneuse du massif et le développement de moyens de transports adéquats.
Les sapins de la Joux étaient acheminés par attelage de bœufs jusqu'au port de Chamblay, sur la Loue, soit un trajet d'environ 40 km dans des conditions extrêmement difficiles. Les flottages sur la Loue disparaîtront avec l'arrivée du chemin de fer en forêt de Joux. Ne subsiste de cette époque que le nom significatif de la Maison forestière de la Marine, entre Andelot-en-Montagne et Censeau.

## Divers
La route des Sapins, longue de 42 km, de Champagnole à Levier, traverse le massif de la Joux et de la forêt de la Fresse. Elle permet de découvrir le milieu forestier en offrant diverses points de vue, sites pittoresques, etc. Le seul lieu habité traversé tout au long du trajet est le village de Chapois.
Près de la maison forestière du chevreuil, un arboretum constitué dans les années 1930, présente un ensemble de conifères originaires de toutes les régions du monde.
La forêt de la Joux a également été le cadre d'une étape du Tour de France le 27 août 1967. Le vainqueur en fut Jacques Anquetil. À cette occasion fut dressé dans la forêt une série de gradins au niveau de la ligne d'arrivée située au sommet de la route dite de "la Rochette" qui relie Chapois à la forêt. Des vestiges en sont encore visibles aujourd'hui.

## La Joux et les Canadiens
La forêt de la Joux fut également marquée par le passage de bûcherons canadiens durant la Première Guerre mondiale appelés à remplacer dans l'exploitation forestière les hommes partis au front. La commune de Levier accueillit également un détachement américain qui compta jusqu'à mille hommes. Au total, cette présence atteint 2500 hommes et 500 chevaux. Outre quelques mariages en résultat l'aménagement d'un terrain de baseball en pleine forêt. Par ailleurs sont encore visibles des souches dites « canadiennes » : elles se remarquent aisément à leur hauteur qui dépasse souvent le mètre. Les bûcherons du Nouveau Monde avaient en effet perdu l'habitude de se baisser au moment d'abattre un arbre, la profusion du bois au Canada permettant un certain gaspillage. Les Francs-Comtois furent profondément indignés d'une telle pratique.
Comme le mentionne un Bulletin municipal de Levier, la forêt a fourni en 1917-1918 environ 246 000 m3 de bois soit 180 000 de plus que la production normale. D'où la relative satisfaction des populations locales au moment du départ des bûcherons : la forêt avait été sérieusement abîmée. Les Nord-Américains repartirent en 1919 laissant derrière eux des dizaines de baraquements en bois utilisés longtemps encore après leur départ.